# Dysaethria pasteopa
Dysaethria pasteopa är en fjärilsart som beskrevs av Turner 1911. Dysaethria pasteopa ingår i släktet Dysaethria och familjen Uraniidae. Inga underarter finns listade i Catalogue of Life.